# Alismatales
De Alismatales zijn een orde van eenzaadlobbige planten. De naam van de orde is gevormd uit de familienaam Alismataceae. Een orde onder deze naam wordt de laatste decennia vrij regelmatig erkend door systemen voor plantentaxonomie.

## APG

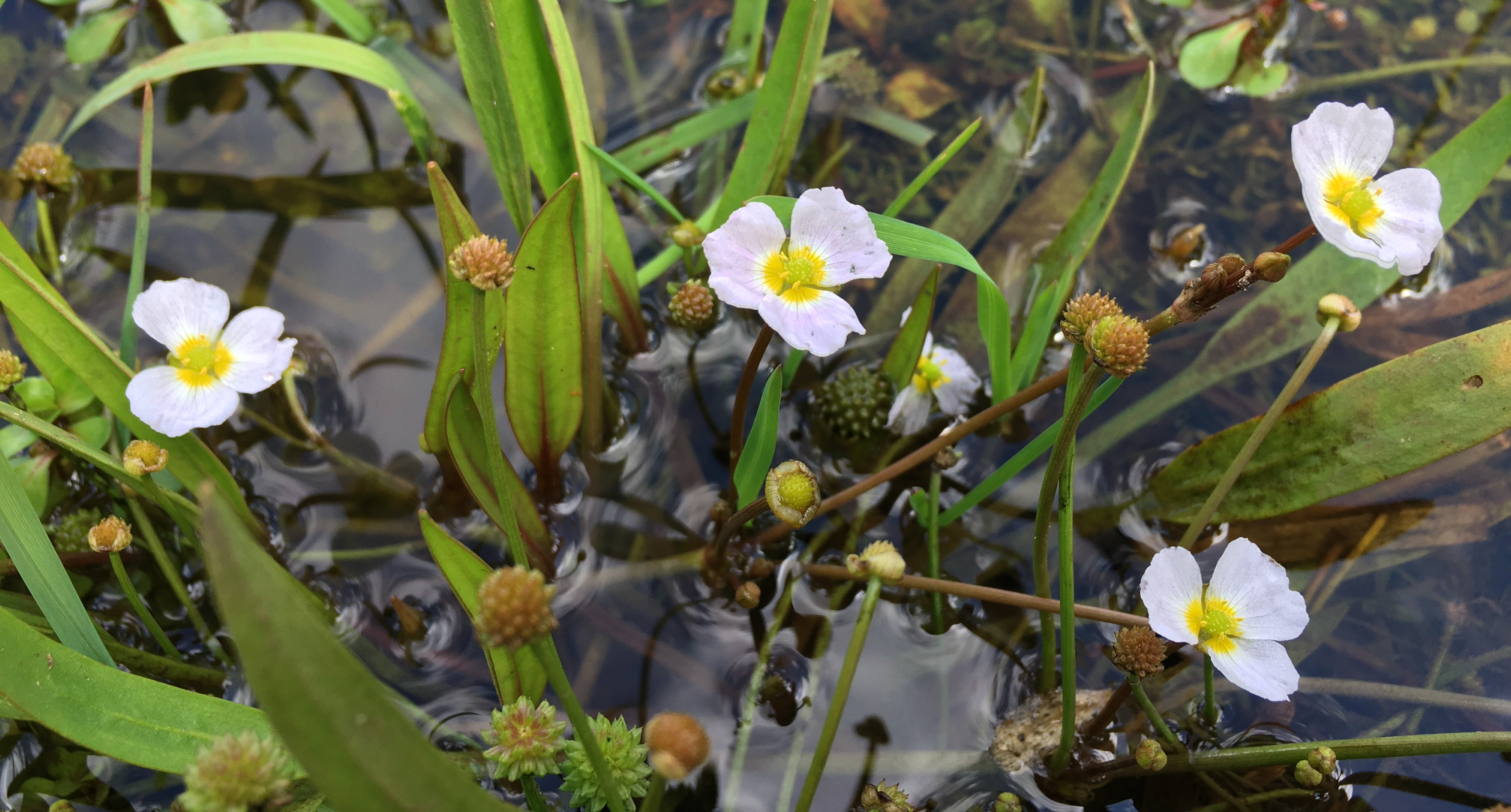
Stijve moerasweegbree, een ondersoort uit de waterweegbreefamilie.

Ook het APG-systeem (1998), het APG II-systeem (2003) en het APG III-systeem (2009) erkennen een orde onder deze naam. Aldaar omvat deze orde enkele duizenden soorten, waarvan het merendeel in de aronskelkfamilie (Araceae). De samenstelling is de volgende:
- orde Alismatales
  - familie Alismataceae (waterweegbreefamilie)
  - familie Aponogetonaceae
  - familie Araceae (aronskelkfamilie)
  - familie Butomaceae (zwanenbloemfamilie)
  - familie Cymodoceaceae
  - familie Hydrocharitaceae (waterkaardefamilie)
  - familie Juncaginaceae (zoutgrasfamilie)
  - familie Limnocharitaceae
  - familie Posidoniaceae
  - familie Potamogetonaceae (fonteinkruidfamilie)
  - familie Ruppiaceae (ruppiafamilie)
  - familie Scheuchzeriaceae (scheuchzeriafamilie)
  - familie Tofieldiaceae
  - familie Zosteraceae (zeegrasfamilie)

### Cronquist
Het Cronquist-systeem (1981) kende een veel kleinere orde die enkel bestond uit drie families:
- orde Alismatales
  - familie Alismataceae (waterweegbreefamilie)
  - familie Butomaceae (zwanenbloemfamilie)
  - familie Limnocharitaceae

Toch betekent dit niet dat de groep zoals nu bijeengebracht in de orde Alismatales door APG volkomen nieuw is. Deze groep vertoont sterke overeenkomst in samenstelling met de subklasse Alismatidae in het Cronquist systeem. Het grote verschil is vooral de plaatsing van de aronskelkfamilie (Araceae) die bij Cronquist buiten deze groep viel.

### Andere systemen
In oudere systemen werd deze naam niet gebruikt, al werden vergelijkbare groepen wel onderscheiden: zie de orde Helobiae.